# Komintiern (obwód woroneski)
Komintiern (ros. Коминтерн) – osiedle w Rosji, w obwodzie woroneskim, w rejonie tałowskim. W 2010 liczyło 162 mieszkańców.